# هيئة حماية المستهلك (اليابان)
هيئة حماية المستهلك (消費者庁 shouhishachō) هي هيئة إدارية لـمكتب رئاسة الوزراء الياباني أُنشئت في 1 سبتمبر 2009 وهي المسئولة عن حماية المستهلك.

## خلفية عامة
كان للوزارات الفردية أقسامها الخاصة ذات الصلة، لكن بعد عدد من الفضائح المتمثلة في التسمم والحوادث المختلفة التي تسببها المنتجات التي لا تستوفي المعايير المطلوبة التي تم تصنيعها أو استيرادها إلى اليابان، تقرر إنشاء هيئة مستقلة نظراً للحاجة إلى حماية مصالح المستهلكين. حيث لم يعرف المستهلكون في كثير من الأحيان أين يمكنهم الإبلاغ عن مشكلاتهم، وإذا قاموا بتقديم شكاواهم، ففي غالب الأمر ستتنقل مكان إلى آخر داخل الأجهزة الإدارية. بالإضافة إلى ذلك، كانت السياسات الإدارية السابقة تركز أكثر على احتياجات ومصالح المنتجين والصناعة بدلاً من أن تركز على احتياجات المستهلكين.
تم وضع الخطط المقررة في يناير 2008 تحت إدارة الحزب الليبرالي الديمقراطي الياباني ورئيس الوزراء ياسو فوكودا، بعد التسمم الغذائي من الفطائر الصينية لحالة رفيعة المستوى. تمت الموافقة بالإجماع على مشروع القانون الرامي إلى إنشاء هيئة من قبل المجلس التشريعي لمجلس النواب الياباني في 16 إبريل،2009 بإدارة تارو أسو وبالتعاون مع الحزب الديمقراطي الياباني المعارض.
وكان من المقرر افتتاحه في أكتوبر 2009 أو بعد ذلك، ولكن تم تقديم موعد الافتتاح  قبل وصول رئيس الوزراء اسو في الانتخابات العامة اليابانية في 2009 ليصبح في 1 سبتمبر2009 أي بعد يومين من موعد الانتخابات. وبسبب ذلك، لم تكن الهيئة معدة إعداداً جيداً وواجهت العديد من التحديات الأولية. تم تعيين شونيتشي أوتشيدا، نائب وزير في مجلس رئاسة الوزراء السابق كأول رئيس للهيئة.

## وصلات خارجية
- الموقع الرسمي (بالإنجليزية)
- الموقع الرسمي (باليابانية)